# Dermatophyt

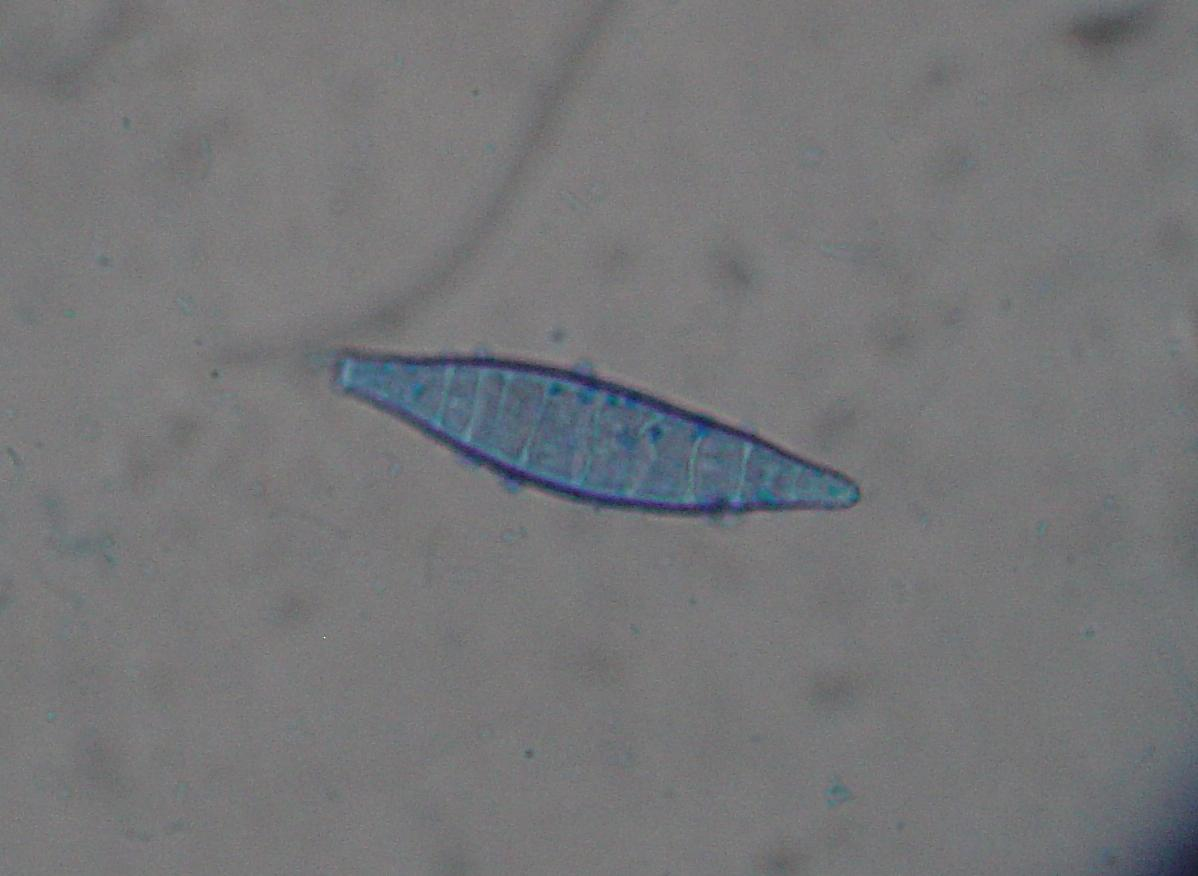
Microsporum canis

Als Dermatophyten (von altgriechisch τὸ δέρμα, to derma „die Haut“ und τὸ φυτόν, to phyton „die Pflanze“) werden Fadenpilze (Hyphomycetes) bezeichnet, die eine spezifische Pilzinfektion der Haut, die Dermatophytose, auslösen. Im Gegensatz zu anderen Hautpilzen ernähren sich Dermatophyten von Kohlenhydraten und Keratin. Sie können Keratin durch das Enzym Keratinase aufschließen.

## Einteilung und Merkmale
Derzeit kennt man 38 Arten pathogener Dermatophyten beim Menschen und bei Tieren. Sie gehören zu drei Gattungen innerhalb der Familie Moniliaceae bzw. Arthrodermataceae:
- Microsporum
- Trichophyton
- Epidermophyton (z. B. E. floccosum)

Die folgende Tabelle gibt die wichtigsten humanpathogenen Erreger wieder:
| Erreger                     | Kultur (makroskopisch) | Kultur (mikroskopisch) | Wirt                            | Bemerkung |
| --------------------------- | --- | --- | ------------------------------- | --- |
| Trichophyton rubrum         | Oberfläche: weiß, samtig Rückseite: am Rand rötliches Pigment                                                              | Mi: zahlreich, birnenförmig, ährenförmig angeordnet Ma: selten, zigarrenförmig, 3–8 Kammern Ch: sehr selten                                                                      | anthropophil                    | Häufigster humanpathogener Dermatophyt |
| Trichophyton interdigitale  | Oberfläche: weiß, pudrig, Luftmyzel Rückseite: leicht bräunlich                                                            | Mi: ähren- und traubenförmig angeordnet Ma: kurz, zigarrenförmig, 3–5 Kammern Hy: Spiralhyphen sehr häufig, verästelte Hyphen in Kerzenhalterform                                | anthropophil                    | Unterscheidung zu T. rubrum auf Spezialagar (Urease-Agar) möglich |
| Trichophyton mentagrophytes | Oberfläche: weiß, gipsartig, flach Rückseite: leicht bräunlich                                                             | wie T. interdigitale | zoophil (z. B. Nagetiere)       | |
| Trichophyton terrestre      | Oberfläche: weiß, watteförmig, rasch wachsend Rückseite: fast vollständig weiß                                             | Mi: birnenförmig, in Ährenform angeordnet Ma: mehrkammerig, länglich, an den Polen spitz zulaufend Hy: Spiralhyphen zusätzlich Intermediärform zwischen Mikro- und Makrokonidien | geophil                         | Kultur hat typischen „würzigen“ Geruch |
| Trichophyton tonsurans      | Oberfläche: flache Kolonien, weiß, versenktes Zentrum Rückseite: leicht gelb bis schwefelgelb                              | Mi: länglich, gestielt an den Hyphen Ma: selten, länglich, dünnwandig Ch: häufig, oft an Enden von Hyphen („Raquet-Hyphen“)                                                      | anthropophil                    | Typischer Erreger der „Ringerflechte“ (Tinea corporis gladiatorum) |
| Microsporum canis           | Oberfläche: flache, strahlenartige Kolonien, erst weiß, dann orange-gelb Rückseite: gelblich                               | Mi: akladiumförmig entlang der Hyphen Ma: spindelförmig, dickwandig, 3–18 Kammern Ch: selten                                                                                     | zoophil (eher Katzen als Hunde) | weltweit häufigster zoophiler Dermatophyt, hohe Kontagiosität, kann auch von Mensch zu Mensch übertragen werden                                                                   |
| Microsporum gypseum         | Oberfläche: schnell-wachsende pudrig-gipsige, leicht ockerfarbene Kolonien Rückseite: dunkelbraun                          | Mi: selten, birnenförmig Ma: häufig, plump, abgerundet, 4–6 Kammern | geophil                         | weltweit verbreitet, früher häufig Gärtner-Mikrosporie |
| Epidermophyton floccosum    | Oberfläche: sehr feste, gelblich-bräunliche Kolonien Rückseite: gelblich-bräunlich                                         | Mi: fehlen komplett Ma: keulenförmig, zu mehreren auf Hyphenende stehend („ADIDAS-Form“) Ch: viele, sowohl interkalar als auch terminal                                          | anthropophil                    | aufgrund der Festigkeit der Kolonien kein Tesafilm-Abklatsch möglich, nur mit Haken zu entnehmen kann als einziger humanpathogener Dermatophyt keine Haare befallen               |
| Trichophyton verrucosum     | Oberfläche: sehr langsam wachsend, knorpelig-cerebriforme, gräulich-gelbliche Kolonien Rückseite: cremefarbig              | Mi: selten, lassen sich oft nur nach Zugabe von Thiamin und Inosit zum Agar nachweisen Ma: äußerst selten, klein, 3–5 Kammern Ch: terminal angeordnet Hy: stark verzweigt        | zoophil (häufig Rinder)         | gehört zu den faviformen Dermatophyten, bei Rindern Impfung möglich |
| Trichophyton schoenleinii   | Oberfläche: samtig, cremeweiß Rückseite: weiß bis hellbraun                                                                | Mi: nur vereinzelt, nach Zugabe von Vitaminen (s. T. verrucosum) Ma: sehr selten Ch: häufiger als bei T. verrucosum Hy: stark verzweigt                                          | anthropophil                    | klassischer Erreger des Favus („Erbgrind“), charakteristischer Geruch („Mäuseurin“)                                                                                               |
| Trichophyton violaceum      | Oberfläche: violett, samtig, Luftmyzel Rückseite: violett                                                                  | Mi: sehr selten Ma: sehr selten Ch: häufig, endständig und interkaliert Hy: verzweigt, an den Verzweigungen gestaucht                                                            | anthropophil                    | hauptsächlich im/in Mittelmeerraum/Afrika/Lateinamerika anzutreffen |
| Trichophyton soudanense     | Oberfläche: langsam wachsende, flache, strahlige Kolonien, aprikosenfarben Rückseite: gelb bis karottenrot                 | Mi: selten Ma: fehlen Ch: häufig, teilweise in Ketten angeordnet Hy: vorwärts und rückwärts wachsend                                                                             | anthropophil                    | früher nur in den Tropen, jetzt weltweit |
| Trichophyton equinum        | Oberfläche: rasch wachsend, flach Kolonien mit wattigem Luftmyzel, weißlich, am Rand gelbstichig Rückseite: gelblich braun | Mi: tropfenförmig Ma: sehr selten, dünn und länglich | zoophil (v. a. Pferde)          | wird nur selten auf den Menschen übertragen |
| Microsporum audouinii       | Oberfläche: langsam wachsend, matt-samtartig, braun-gelbliche Kolonien Rückseite: rosa bis orange-braun                    | Mi: birnenförmig Ma: relativ selten, 7–9 Kammern, spindelförmig, oft auch unregelmäßig Ch: zahlreich, terminalstehend Hy: „Kammhyphen“                                           | anthropophil                    | früher „Verunstalter der Kinderköpfe“ genannt, war lange Zeit nur noch in Afrika zu finden. In Deutschland tauchte es jedoch erneut auf, bspw. in München (2011) oder Bonn (2015) |

(Mi = Mikrokonidien, Ma = Makrokonidien, Ch = Chlamydosporen, Hy = Hyphen)
Häufigste Erreger bei Tieren:
| Wirt                | Häufige Erreger |
| ------------------- | --- |
| Hauskatze           | Microsporum canis (98 %), selten: Trichophyton mentagrophytes, Microsporum gypseum                                                                                          |
| Haushund            | Microsporum canis, Trichophyton mentagrophytes |
| Hauskaninchen       | Trichophyton tonsurans, Trichophyton mentagrophytes, selten: Microsporum canis                                                                                              |
| Hausmeerschweinchen | Trichophyton mentagrophytes, selten: Microsporum ssp. |
| Hausrind            | Trichophyton verrucosum |
| Hauspferd           | Microsporum canis, Microsporum equinum, Microsporum gypseum, Trichophyton equinum, seltener: Trichophyton verrucosum, Trichophyton mentagrophytes, Trichophyton quinckeanum |
| Goldhamster         | Trichophyton mentagrophytes, selten: Microsporum ssp. |
| Hausmaus            | Trichophyton mentagrophytes |
| Gerbil              | Microsporum gypseum, Microsporum audouinii, seltener Trichophyton mentagrophytes, Trichophyton verrucosum, Trichophyton rubrum, Trichophyton schönleinii                    |
| Chinchilla          | Trichophyton mentagrophytes, selten: Microsporum ssp. |
| Frettchen           | Microsporum canis |
| Igel                | Trichophyton mentagrophytes, Trichophyton schönleinii, Trichophyton erinacei, Microsporum cookei                                                                            |
| Vögel               | Trichophyton gallinae |
| Schildkröten        | Trichophyton beigelii |